# Martin Rem
Martin Rem (Koog aan de Zaan, 22 september 1946 - Eindhoven, 27 maart 2008) was een Nederlands informaticus, hoogleraar en rector magnificus van de TU/e.
Rem studeerde wis- en natuurkunde aan de Universiteit van Amsterdam. Na zijn doctoraalexamen in 1971 werd hij medewerker aan de Technische Universiteit Eindhoven waar hij in 1976 bij Edsger Dijkstra promoveerde op een proefschrift over parallel rekenen. In 1978 werd hij tot hoogleraar benoemd aan de TU/e. Van 1996 tot 2001 was Rem rector magnificus aan de TU/e. Van 2001 tot 2004 was hij de eerste wetenschappelijk directeur van het Embedded Systems Institute (ESI).
Vanaf 2005 gaf Rem leiding aan het Nationaal Regieorgaan voor ICT-onderzoek en innovatie (IctRegie).
Op 28 februari 2008 werd Martin Rem benoemd tot Officier in de Orde van Oranje-Nassau.
Het laatste boek dat Rem schreef was Tegen de stroom in - De Nederlandse rol in de ICT over bekende Nederlandse ICT'ers en de rol die Nederland heeft gespeeld in ICT-innovatie. Het boek is in 2009 postuum uitgegeven door IctRegie.